# Geszur (kibuc)
Geszur (hebr. גשור) – kibuc położony w Samorządzie Regionu Golan, w Dystrykcie Północnym, w Izraelu.
Leży na południowym krańcu Wzgórz Golan.
Członek Ruchu Kibuców (Ha-Tenu’a ha-Kibbucit).

## Historia
Kibuc został założony w 1971 roku.

## Gospodarka
Gospodarka kibucu opiera się na intensywnym rolnictwie.